# Ма Цяньлин
Ма Цяньлин (马千龄; 1826—1910) — китайский генерал-мусульманин позднего периода династии Цин.

## Биография
В 1872 году во время Дунганского восстания против китайского владычества Ма Цяньлин перешел на сторону Цинской династии вместе со своими начальниками, генералами Ма Чжаньао и Ма Хайяном. Затем он помог цинскому главнокомандующему, генералу Цзо Цзунтану водавить восставших дунганских мусульман. В 1877 году Ма Цяньлин и Ма Чжаньао изгнали мусульманских повстанцев, отказавшихся прекратить борьбу в окрестных холмов вокруг города Хэчжоу.
Его сыновьями были Ма Фуцай, Ма Фулу, Ма Фушоу и Ма Фусян. Его внуками были Ма Хунбинь и Ма Хункуй.
У него было три жены, одна из них была новообращенной мусульманкой. Его сыновья Ма Фулу и Ма Фусян унаследовали его мусульманскую армию.